# Ernest Theophilus Morrow
Ernest Theophilus Morrow, kanadski letalski častnik, vojaški pilot in letalski as, * 21. januar 1897, Waubaushene, Ontario, † 20. julij 1949, Waubaushene, Ontario.
Stotnik Morrow je v svoji vojaški službi dosegel 7 zračnih zmag.

## Življenjepis
Med prvo svetovno vojno je bil od junija 1917 pripadnik Kraljevega letalskega korpusa.
31. avgusta 1917 je bil dodeljen 62. eskadrilji, kjer je bil pilot dvosedežnega Bristol F.2b.
22. avgusta 1918 je bil sestreljen. Bil je huje poškodovan, toda njegov letalski opazovalec Louis Thompson, ga je uspel rešiti iz gorečega letala. Kljub temu so mu morali amputirati nogo.

## Odlikovanja
- Distinguished Flying Cross (DFC)